# Descendance des esclaves au Canada

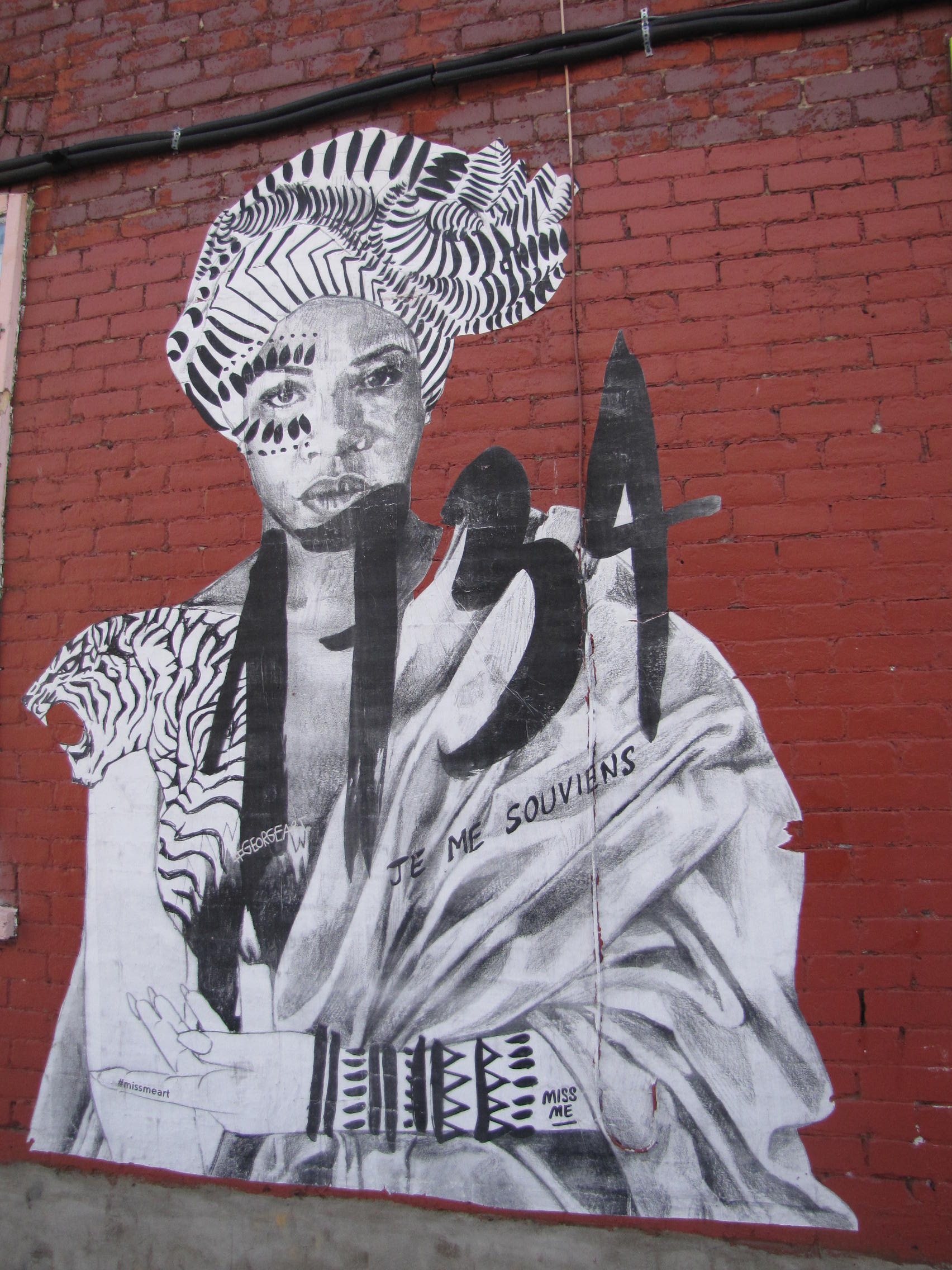
Les descendants des esclaves noirs qui ont vécu dans l'actuel Canada français sont des Canadiens français passant pour Blancs,,. Ils portent des noms comme Carbonneau, Charest, Johnson, Lafleur, Lemire, Lepage, Marois et Paradis.

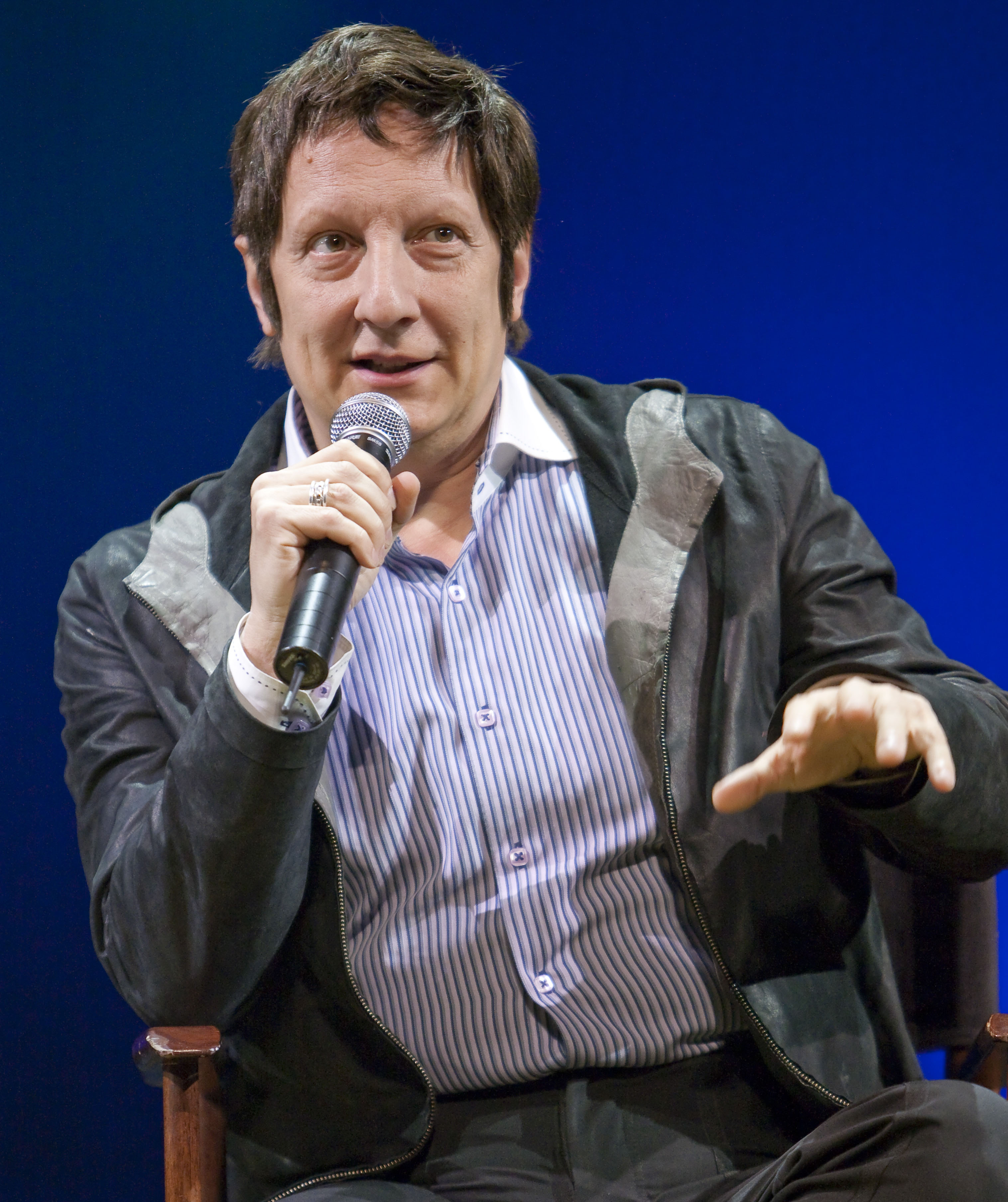
Il est avéré que des membres de la famille Lepage sont servo-descendants. Robert Lepage pourrait donc être l'un d'eux.

La descendance des esclaves au Canada est l'ensemble des personnes dont un ou plusieurs ancêtres a servi d'esclave dans le territoire qu'on connaît maintenant sous le nom de Canada.

## Descendance des esclaves de Nouvelle-France

### Les esclaves noirs
L'historien Frank Mackey a pu recenser sur le territoire une vingtaine de mariages interraciaux entre Blancs et Noirs, et ce, seulement pour le début du XIXe siècle.. Les historiens Marcel Trudel et Daniel Gay ont pour leur part pu dénombrer 157 enfants issus de mariages interraciaux portant des noms comme Carbonneau, Charest, Johnson, Lafleur, Lemire, Lepage, Marois et Paradis.
L'historien Frank Mackey s'est penché sur la descendance des mariages interraciaux. Il affirme s'être arrêté à la huitième génération dans son étude de Jean-Baptiste Quéry, esclave affranchi à Sorel en 1765, et ajoute que la descendance ne s'arrête pas là. Les descendants seraient d'ailleurs selon lui « très nombreux ». En admettant que l'intervalle entre chacune de ces générations soit de 30 ans, ce serait donc une période de 210 ans qu'il aurait étudiée sous cet angle.
Frank Mackey précise que ces descendants d'esclaves noirs sont tous des « Blancs » : « Après l'ancêtre esclave noir, ce sont des mariages avec des Blancs. Il n’y a aucune trace qui reste. C'est pour ça que je dis que les traces de l'esclavage, c'est dans l'ADN. ». Ainsi, l'héritage de ces esclaves noirs vit encore aujourd'hui chez la population dite « Québécoise de souche ».
Notons qu'aux États-Unis, les nombreux descendants qui s'ignorent de ces esclaves noirs pourraient être considérés eux-mêmes comme des Noirs étant donné la règle de la goutte de sang qui y imprègne les mentalités, et ce, peu importe l'apparence physique des personnes concernées, c'est-à-dire que même si elles passent pour Blanches (d'où l'expression lexicalisée « white passing » en anglais américain), l'identité noire et l'étiquette « Noir » y transcende les apparences.
C'est ce phénomène de « passing » qui explique l'existence d'œuvres comme White Like Her: My Family’s Story of Race and Racial Passing (en), Life on the Color Line: The True Story of a White Boy Who Discovered He Was Black ou encore La Couleur du destin. Car aux États-Unis, avoir des ancêtres Noirs, si peu nombreux soient-ils dans un arbre généalogique, c'est être Noir tout court.